# Olbernhauer Reiterlein

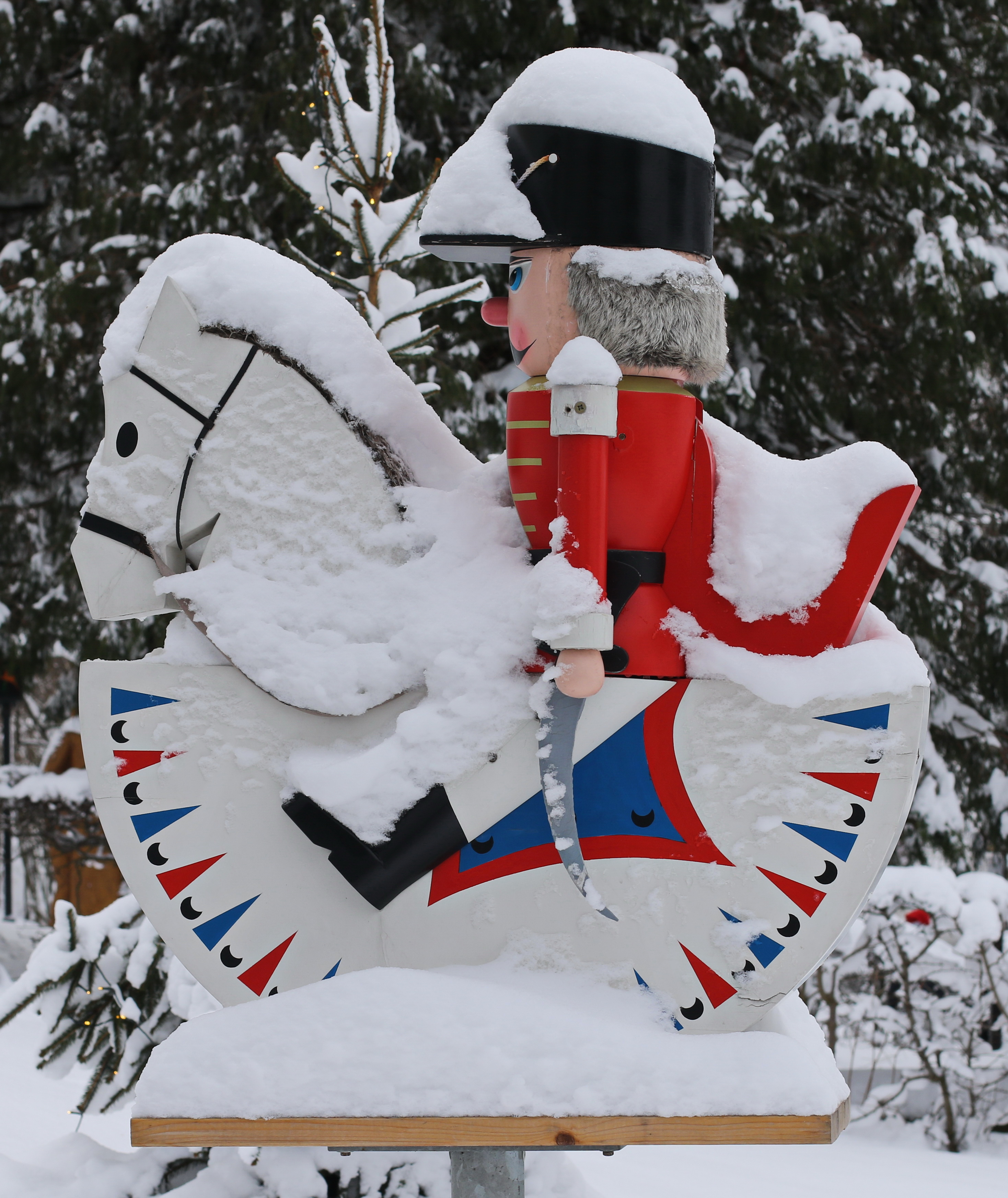
Das Olbernhauer Reiterlein.

Das Olbernhauer Reiterlein ist ein Wahrzeichen der Stadt Olbernhau im Erzgebirge. Der hölzerne Reiter zeigt einen Husaren auf einem Schaukelpferd. In der Adventszeit repräsentiert das Olbernhauer Reiterlein zusammen mit der Pfefferkuchenfrau und dem Nussknacker die Stadt und das Erzgebirge als Weihnachts- und Holzspielzeugregion.
Das Amtsblatt der Stadt Olbernhau trägt ebenfalls den Namen „Olbernhauer Reiterlein“.

## Entstehung

### Vorgeschichte

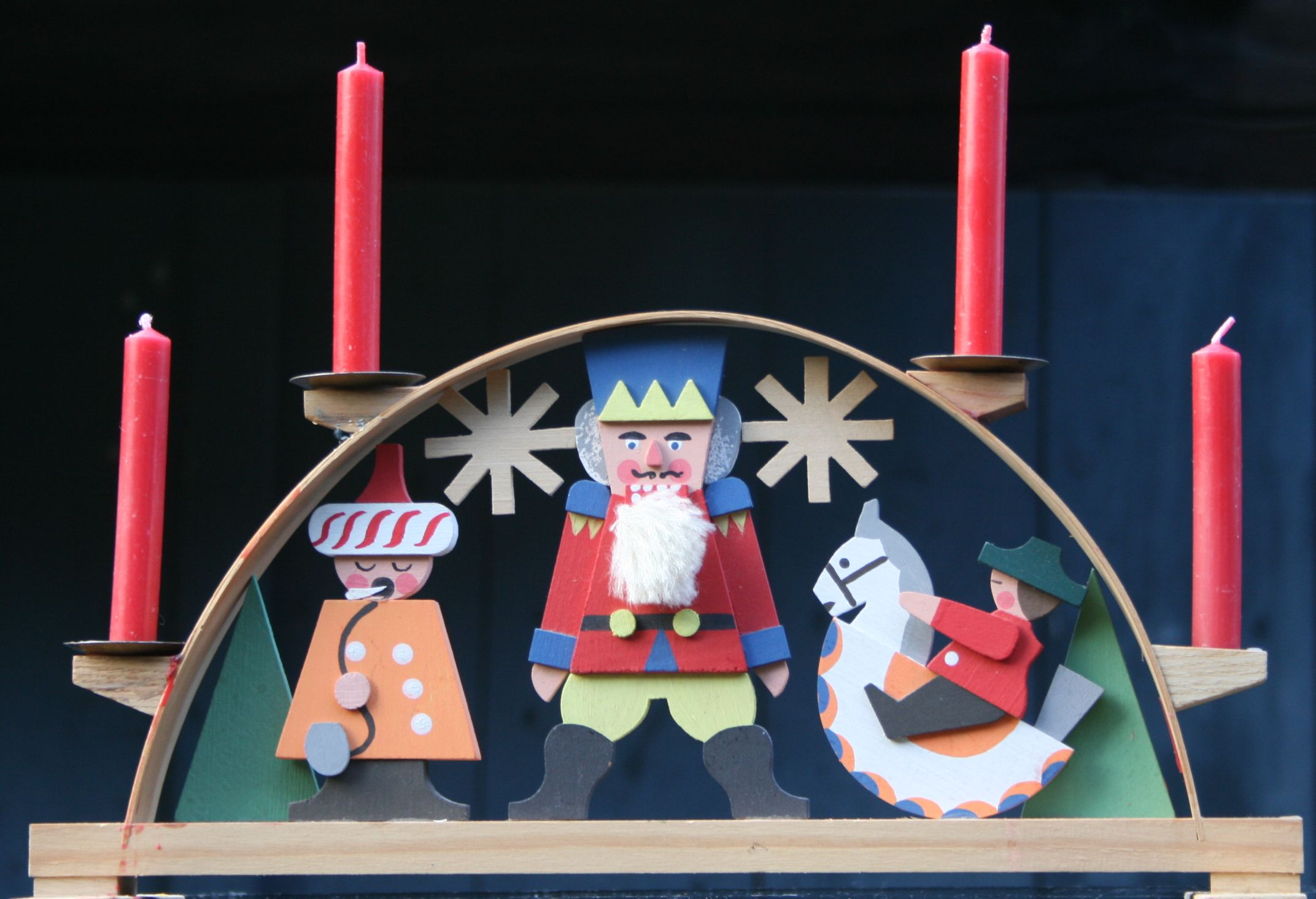
Adventlicher Schwibbogen mit Räuchermännchen, Nussknacker und Olbernhauer Reiterlein.

Handliche Reiterfiguren, also die feste Kombination von Reiter und Pferd, sind bereits aus archäologischen Funden bekannt. Das Beckersloher und das Speikerner Reiterlein dienten als Grabbeigaben, um den Verstorbenen als Angehörigen einer begüterten Reiterkaste auszuweisen.
In Georg Hieronimus Bestelmeiers Nürnberger Spielwarenkatalogen um 1800 gehörte eine Vielfalt an Reiterfiguren, Holzpferden und Schaukeltieren zum Angebot. In den Musterbüchern des Sonneberger Landes um 1830 wird der Schritt vom Schaukelpferd zum verkleinerten Tischspielzeug augenscheinlich. Das Arschpfeifenrössl, eine Grobschnitzerei aus dem Berchtesgadener Land mit einer Pfeife als Pferdeschwanz, kam im Erzgebirge als Wiegereiter in Umlauf: der „Sonneberger Reiter mit Pfeife“ ritt auf einem Pferd in Form einer gedrechselten, halbierten und in Scheiben geschnittenen Walze, die den Schaukeleffekt (Wiegen) möglich machte.
Als älteste Hersteller der Reiterlein werden beispielsweise für Seiffen ein August Hermann Ulbricht um 1880 und für den Olbernhauer Raum um 1900 vor allem der Holzdrechsler Bräunig genannt. Nach 1920 ist für Olbernhau der Hersteller Erwin Beier als Drechsler von Reitern benennbar. In der Werkstatt von Max Korb soll deren Bemalung erfolgt sein.

### Abzeichen

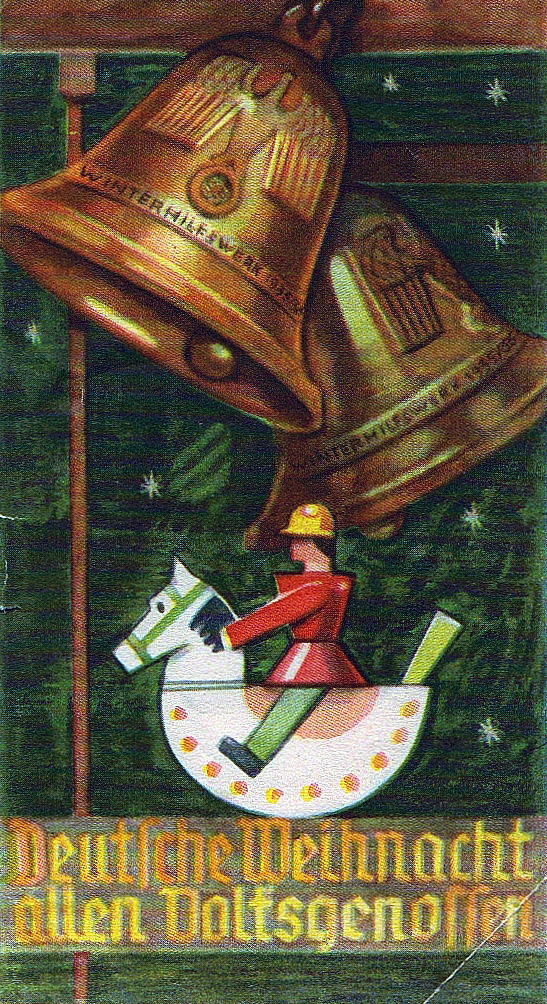
Plakette des Winterhilfswerks 1935

Die Entstehung des Olbernhauer Reiterleins geht auf das Jahr 1935 zurück. Infolge der Weltwirtschaftskrise war die Spielzeugproduktion im Erzgebirge fast völlig zum Erliegen gekommen. Neue Impulse brachte das Winterhilfswerk (WHW), das die Spielzeughersteller im Erzgebirge mit der Produktion von sogenannten Winterhilfsabzeichen beauftragte. Die kleinen Abzeichen wurden für 20 Pfennig pro Stück bei Veranstaltungen und Spendenaktionen im gesamten Deutschen Reich verkauft. Der Erlös kam notleidenden Bevölkerungskreisen zugute. Um die Spendenbereitschaft zu erhöhen, wurde jeden Monat ein neues Motiv hergestellt. Die hölzernen und bunt bemalten Anstecker zeigten klassische Motive wie Engel, Christbäume und Weihnachtsmänner, aber auch Figuren aus der Sagen- und Märchenwelt.
Für das Jahr 1935 wurde der Olbernhauer Spielzeugfabrikant Max Korb mit dem Entwurf eines Abzeichens für das Winterhilfswerk beauftragt. Als Motiv wählte man ein Schaukelpferd mit einem Nussknacker in Husarenuniform als Reiter. Bereits 1782 und auch später wurden von Olbernhauer Kaufleuten auf der Leipziger Messe kleine Wiegereiter angeboten. Das Motiv, in der Literatur auch als Seiffener Reiterlein bezeichnet, war ein durchschlagender Erfolg. Für die Winterhilfswerk-Weihnachtsaktion im Dezember 1935 wurden 13,6 Millionen Stück produziert. Das Olbernhauer Reiterlein wurde dadurch überregional bekannt und zum „Symbol für das Winterhilfswerk“.

### Holzfigur

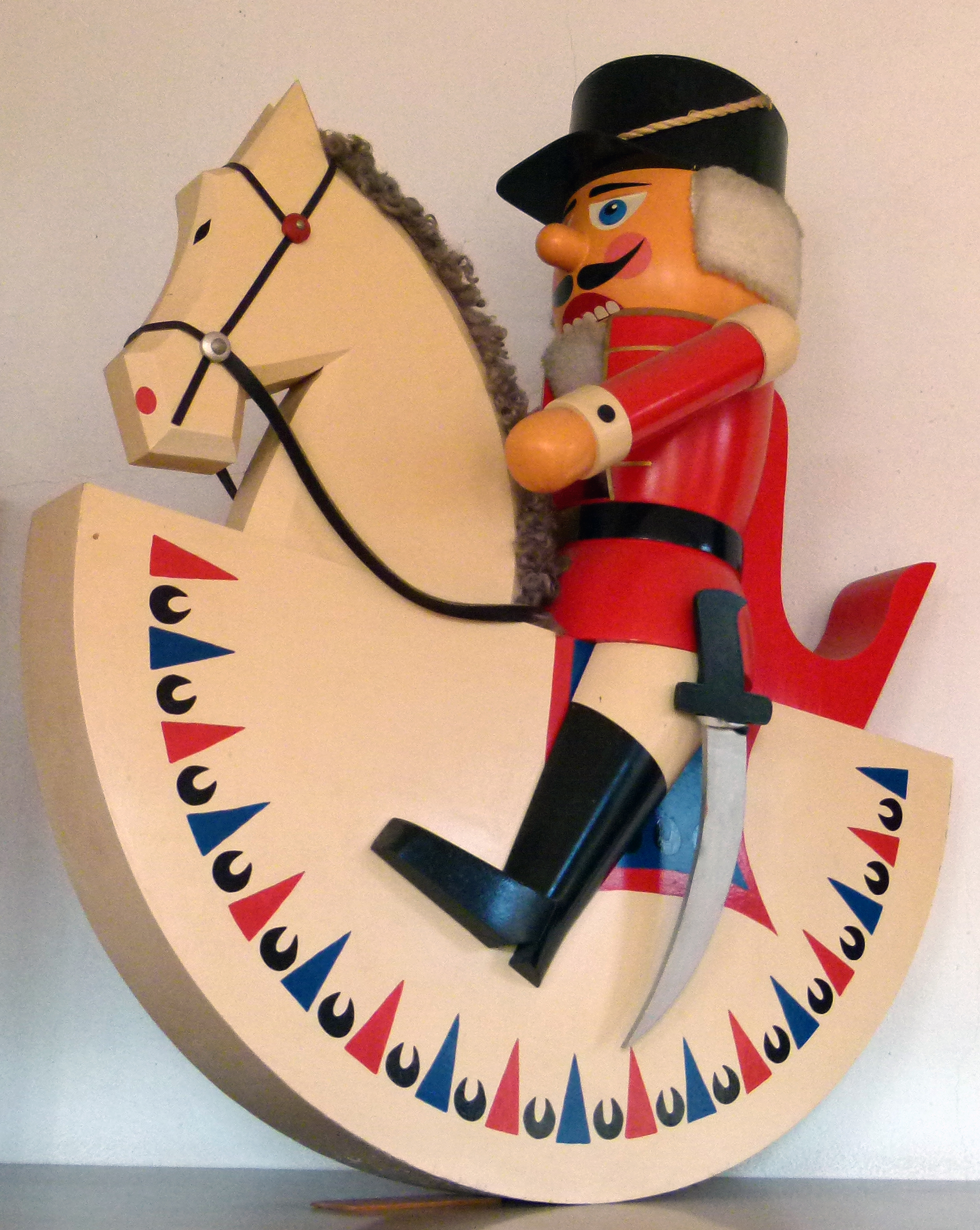
Olbernhauer Reiterlein als Holzspielfigur

Noch im selben Jahr schufen der Tischler Ernst Knott, der Zimmermann Emil Butze und der Modelltischler Max Böhme für eine weihnachtliche Erzgebirgsschau im Rittergut Olbernhau die drei lebensgroßen Symbolfiguren Pfefferkuchenfrau, Nussknacker und Reiterlein. Zum ersten Advent 1951 wurden die drei Figuren erstmals auf dem Marktplatz unter dem Weihnachtsbaum platziert. Seither steht das Trio jedes Jahr in der Advents- und Weihnachtszeit auf dem Olbernhauer Markt. Wegen seines Alters und der damit verbundenen Abnutzungserscheinungen wurde das Reiterlein 1999 von einem Gahlenzer Unternehmen originalgetreu nachgebaut.
Im Jahr 1968 entwickelte der Handwerksmeister Helmut Ulbricht ein Reiterlein in der Größe von 5 × 6 Zentimeter. Damit wurde erstmals seit 1935 das Reiterlein nicht als Abzeichen, sondern als Spielfigur in Serie produziert. In dieser Form dient das Reiterlein auch als Weihnachtsdekoration. Nach wie vor wird das Olbernhauer Reiterlein in den Olbernhauer Holzkunstwerkstätten hergestellt. 
Bildmarke und Wortmarke „Olbernhauer Reiterlein“ wurden im Jahr 2005 im Markenverband zwischen der Stadt Olbernhau und dem Verband Erzgebirgischer Kunsthandwerker und Spielzeugmacher e.V. geschützt. Der Verband Erzgebirgischer Kunsthandwerker und Spielzeughersteller e.V. trägt das Olbernhauer Reiterlein auch in seinem Logo.